# C.A.L.M.A.
C.A.L.M.A. è il primo album in studio del rapper italiano Rayden, pubblicato nel 2007 dalla The Saifam Group.

## Descrizione
I testi spaziano da racconti incentrati sui costumi dei nostri tempi, per tornare in alcuni pezzi alle tematiche già espresse in Sotto la cintura con i OneMic. Nelle restanti liriche ci troviamo invece davanti a introspezioni del rapper torinese. Le produzioni sono curate quasi interamente dal rapper stesso. In questo album, Rayden abbandona lo stile impiegato in Sotto la cintura, cambiando completamente il modo di rappare.

## Tracce
1. IntroVerso – 1:26
2. Più di così (feat. Raige) – 4:03
3. C.A.L.M.A. – 3:26
4. Noi (feat. Ensi & Raige) – 4:13
5. Nell'ignoranza – 3:52
6. Chiedimi se – 4:08
7. Sin City (feat. Ensi) – 3:54
8. Marco – 4:05
9. Parlo al silenzio (feat. Fat Fat Corfunk) – 4:17
10. Musica che illumina (feat. Jack the Smoker) – 4:20
11. Preda dell'indifferenza – 3:13
12. Li vedi (feat. Pula+ & Libo) – 3:38
13. Cosa volete – 3:14
14. La Uannamaica (feat. Ensi, Raige & Lil' Flow) – 4:43
15. Non arrivo a domani – 3:44